# Tina Acketoft
Tina Marianne Acketoft, född 19 mars 1966 i Karleby, Finland, är en svensk politiker (liberal). Hon var riksdagsledamot för Liberalerna under större delen av tiden mellan 2002 och 2022, invald för Skåne läns västra valkrets. I valen 2006, 2010, 2014 och 2018 valdes Acketoft som riksdagsersättare men blev ordinarie ledamot en tid efter valet sedan den ordinarie ledamoten avgått. I samtliga dessa val var det Torkild Strandberg som valdes, men som därefter valde att fortsätta som kommunstyrelsens ordförande i Landskrona.
Acketoft växte upp i Småland och Skåne. Hon arbetade tidigare som projektledare inom reklam, PR och marknadsföring med internationell inriktning.
Acketoft gick med i Folkpartiet 1996 och blev ledamot av kommunfullmäktige i Höganäs 1998.
I riksdagen var hon bland annat ledamot i arbetsmarknadsutskottet (2002–2006), utbildningsutskottet (2010–2014), konstitutionsutskottet (2016–2018 och 2019–2022), miljö- och jordbruksutskottet (2018–2019) och EU-nämnden (2014–2021). Mellan 2008 och 2019 var hon vice gruppledare för Liberalerna).
Mellan 2007 och 2014 var hon ledamot i Europarådets parlamentariska församling (PACE) där hon bland annat var rapportör för frågor rörande migration, Ryssland och Georgien samt ordförande i utskottet för jämställdhet och minoriteters rättigheter.[källa behövs]
2021 meddelade Acketoft att hon inte ställde upp i riksdagsvalet 2022 för Liberalerna.